# Christof Duffner
Christof Duffner (Triberg im Schwarzwald, 16 dicembre 1971) è un ex saltatore con gli sci tedesco, vincitore di varie medaglie olimpiche e iridate. Agli inizi della carriera, prima della riunificazione della Germania (1990), gareggiò per la nazionale tedesca occidentale.

## Biografia
In Coppa del Mondo esordì il 30 dicembre 1988 a Oberstdorf (57°), ottenne il primo podio il 28 marzo 1992 a Planica (2°) e la prima vittoria il 30 dicembre successivo a Oberstdorf.
In carriera prese parte a tre edizioni dei Giochi olimpici invernali, Albertville 1992 (11° nel trampolino lungo, 5° nella gara a squadre), Lillehammer 1994 (18° nel trampolino normale, 11° nel trampolino lungo, 1° nella gara a squadre) e Salt Lake City 2002 (17° nel trampolino normale), a cinque dei Campionati mondiali, vincendo due medaglie, e a sei dei Mondiali di volo (4° a Planica 1994 il miglior risultato).

## Palmarès

### Olimpiadi
- 1 medaglia:
  - 1 oro (gara a squadre a Lillehammer 1994)

### Mondiali
- 2 medaglie:
  - 1 ori (gara a squadre a Ramsau am Dachstein 1999)
  - 1 bronzo (gara a squadre a Trondheim 1997)

### Coppa del Mondo
- Miglior piazzamento in classifica generale: 6º nel 1993
- 14 podi (5 individuali, 9 a squadre):
  - 2 vittorie (1 individuale, 1 a squadre)
  - 6 secondi posti (2 individuali, 4 a squadre)
  - 6 terzi posti (2 individuali, 4 a squadre)

#### Coppa del Mondo - vittorie
| Data             | Località    | Nazione  | Trampolino                                                           |
| ---------------- | ----------- | -------- | -------------------------------------------------------------------- |
| 30 dicembre 1992 | Oberstdorf  | Germania | Schattenberg K115                                                    |
| 25 marzo 1994    | Thunder Bay | Canada   | Big Thunder K120 (con Gerd Siegmund, Hansjörg Jäkle e Jens Weißflog) |

#### Torneo dei quattro trampolini
- 1 podio di tappa[2]:
  - 1 vittoria